# Phyllopodopsyllus curtus
Phyllopodopsyllus curtus is een eenoogkreeftjessoort uit de familie van de Tetragonicipitidae. De wetenschappelijke naam van de soort is voor het eerst geldig gepubliceerd in 1976 door Marcus.